# NGC 7274
NGC 7274 is een elliptisch sterrenstelsel in het sterrenbeeld Hagedis. Het hemelobject werd op 20 september 1876 ontdekt door de Franse astronoom Édouard Jean-Marie Stephan.

## Synoniemen
- UGC 12026
- MCG 6-49-13
- ZWG 514.26
- NPM1G +35.0458
- PGC 68770